# 路易·克洛德·里夏尔
路易·克洛德·玛丽·里夏尔（法語：Louis Claude Marie Richard，1754年9月19日—1821年6月6日）是一名法国植物学家。 
里夏尔出生于凡尔赛，是一个植物学的家庭，他的祖父、父亲、叔叔都曾经是皇家植物园的管理者，从小就培养出对植物的兴趣。他在法兰西公学上学，但经常在皇家花园度过，由于他学习了绘画，获得一份为皇家花园设计的工作。
1781年，他被路易十四派往圭亚那，在那里度过了8年，开始虽然没有能被批准进入卡宴的植物园，但获得总督的批准，可以种植蔬菜，他培育了丁香、荔枝、苏铁、芒果和竹子，几年之后，总督决定让他管理植物园，他因此能报道了几种新种，并曾到巴西和安的列斯群岛考察。 
1789年，他返回法国，带回大量的标本，大约有4000种。
1790年他结婚，生育有四个孩子，其中一个阿希尔·里夏尔也成为一位植物学家。
1794年，他被聘为巴黎卫生学院的植物学教授，1795年成为国家科学艺术院的院士。
他对兰花的构造曾经有过详细的描述，尤其是对花粉块和合蕊柱的描述。

## 主要著作
- 《栽培植物或水果的分析》Démonstrations botaniques ou analyse du fruit (1808)
- 《欧洲兰花评注》De Orchideis Europaeis Annotationes (1817)
- 《松柏类植物评注》Commentatio botanica de Conifereis et Cycadeis (1826)
- 《相似科属植物主要性质评注大略》De Musaceis comentatio botanica sistens characteres hujusce familiae generum (1831)